# أويليكس
أويليكس (بالإنجليزية: Awilix)‏، هي إلهة (أو ربما إلهًا) في أساطير شعب الكيتشا ما قبل الكولومبي الماياني، الذي كان لديه مملكة كبيرة في مرتفعات غواتيمالا. كانت الإله الراعي لسلالة النيجايبي النبيلة في كييتشي عاصمة كيوماركاج، مع معبد كبير في المدينة. كانت إلهة القمر وإلهة الليل، على الرغم من أن بعض الدراسات تشير إلى الإله على أنه ذكر.